# Guido Guerrieri
Guido Guerrieri (* 25. Februar 1996 in Rom) ist ein italienischer Fußballtorwart.

## Karriere
Guerrieri spielte schon in der Jugend bei Lazio Rom, 2014 rückte er dann in die erste Mannschaft. Er war aber bis 2016 nur zweiter oder gar dritter Torwart. Für die Saison 2016/17 wurde er an Trapani Calcio in die Serie B verliehen. Dort war er nur in der Hinrunde Stammtorhüter. Trapani war in der Winterpause auf dem letzten Platz. So wurde Guerrieri durch Mirko Pigliacelli ersetzt. Nach Ablauf der Leihe ging er dann wieder zurück zu Lazio. Am 20. Mai 2019 debütierte er dann schließlich in der Serie A gegen den FC Bologna am 37. Spieltag (3:3). Im Sommer 2020 folgte der Wechsel zur US Salernitana. Dort war er 2020/21 nur dritter Torwart, stieg dennoch mit dem Klub aus Salerno als Vizemeister in die höchste italienische Spielklasse auf. Nachdem er aber auch dort zu keinem Einsatz gekommen war, verließ er den Verein Mitte Februar 2022. Nur wenige Tage später schloss er sich dem bulgarischen Erstligisten Zarsko Selo Sofia an. Dort spielte er zweimal und war dann wieder zweiter Torhüter bis zum Saisonende. Ende August entschloss er sich dann zu einem Wechsel in die italienische Serie D zur SS Sambenedettese.

## Erfolge
Lazio Rom
- Sieger der Coppa Italia Primavera: 2014, 2015
- Sieger der Supercoppa Primavera: 2014, 2015
- Sieger der Coppa Italia: 2019
- Sieger der Supercoppa Italiana: 2017, 2019

US Salernitana
- Aufstieg in die Serie A: 2021